# 夢の通り道
『夢の通り道』（ゆめのとおりみち）とは、2006年4月2日 から2021年9月26日まで日本テレビ（関東ローカル）で毎週日曜日に放映されていたテレビ番組である。

## 概要
東京ディズニーリゾートとそれに関連する人物や事柄などを紹介する。番組本編（2分間）の後に、東京ディズニーリゾートのCMが30秒間流される。案内人（ナレーション）は、タレントのはなが務めている。2015年7月からはタレント・女優の水谷果穂がナビゲーターとして出演している。
なお、番組開始から2007年5月27日までは、東京ディズニーシーPresents 「夢の通り道」として、東京ディズニーシーとそれに関連する人物や事柄などのみを紹介していたが、2007年6月3日から、番組名が東京ディズニーリゾートPresents 「夢の通り道」に変更され、東京ディズニーリゾートとそれに関連する人物や事柄などを紹介する内容に変更された。
2008年4月6日より放送時間が日曜23:26 - 23:30から日曜21:54 - 22:00に変更となった。「シュン感!」（毎週土曜11:55 - 12:00→4月6日より毎週日曜23:26 - 23:30）、「エンゼルのいる星 〜あなたの一番たいせつなもの〜」（日曜21:54 - 22:00→4月5日より毎週土曜11:55 - 12:00）と放送枠三角トレードの形となる。
前の番組が2時間または3時間の拡大スペシャルの場合、『音のソノリティ』と合わせて6分となるため、CMも合わせて3分の放送となる。
放送時間変更前を含め、現時点での判明分としての関東地区最高視聴率は2009年6月21日放送分の18.3％(世帯)、2008年12月7日・2014年8月31日放送分の10.9％(個人)である。
- 2013年4月21日放送からテーマ音楽が「ハピネス・イズ・ヒア」になり、ロゴマークも金色になった。

- 2014年2月16日の放送で400回、2016年1月24日の放送で500回を達成した。

- 2014年5月2日(410回)よりBS日テレでも放送されたが2018年3月30日(609回)をもって打ち切り[2]。

- 2018年4月1日(610回)より中京テレビでも放送されたが2021年3月28日(764回)をもって打ち切り。

2021年9月26日の放送をもって終了。終了の理由について、オリエンタルランドの広報部は「パークの魅力や世界観をより多くの皆様に知って頂くために番組提供をしてきたが、15年がたちその役目を果たせたと判断して今回の決定となった」とコメントしている。

## スポンサー
- 2006年4月2日 - 2007年5月27日
  - 東京ディズニーシー（オリエンタルランド提供）
  - 提供クレジット：東京ディズニーシー5thアニバーサリーのロゴマーク。
  - 提供読み：「5周年の東京ディズニーシーがお送りします（しました）。」
- 2007年6月3日 - 2008年3月30日
  - 東京ディズニーリゾート（オリエンタルランド提供）
  - 提供クレジット：東京ディズニーリゾートのロゴマーク。
  - 提供読み：「この番組は、東京ディズニーリゾートがお送りします（しました）。」
- 2008年4月6日 - 2009年4月12日
  - 東京ディズニーリゾート（オリエンタルランド提供）
  - 提供クレジット：東京ディズニーリゾート25thアニバーサリーのロゴマーク。
  - 提供読み：「25周年の東京ディズニーリゾートの提供でお送りします（しました）。」
- 2009年4月19日 - 2011年5月29日・2012年3月25日 - 2013年4月14日・2014年3月23日 - 2016年4月10日・2017年3月12日 - 2018年3月25日・2019年3月31日 - 2020年2月23日・2020年7月5日 - 2021年8月29日
  - 東京ディズニーリゾート（オリエンタルランド提供）
  - 提供クレジット：東京ディズニーリゾートのロゴマークと「夢がかなう場所 Where dreams come true」のコーポレートスローガン。
  - 提供読み：「夢がかなう場所、東京ディズニーリゾートがお送りします（しました）。」
  - 2011年3月20日から4月10日まで、東日本大震災の影響を受け、東京ディズニーランド及びディズニーシーが臨時休園したことに伴い、ACジャパンのCM差し替えでの放映となっていた。
  - 2020年2月29日より、東京ディズニーランド及びディズニーシーが、新型コロナウイルスの感染拡大を受け、臨時休園（7月1日より再開）。3月1日から6月28日まで、これらの状況により、スポンサーを一時的に自粛し、ACジャパンのCMに差し替えての放映となっていた[注釈 1][注釈 2]。
- 2011年6月5日 - 8月28日
  - 東京ディズニーリゾート（オリエンタルランド提供）
  - 提供クレジット：DREAM for SMILESのロゴマーク。
  - 提供読み：「DREAM for SMILES 笑顔でつなごう、みんなの夢 東京ディズニーリゾートがお送りします（しました）。」
- 2011年9月4日 - 2012年3月18日
  - 東京ディズニーシー（オリエンタルランド提供）
  - 提供クレジット：東京ディズニーシー10thアニバーサリーのロゴマーク。
  - 提供読み：「Be Magical! 10周年の東京ディズニーシーがお送りします（しました）。」
- 2013年4月21日 - 2014年3月16日
  - 東京ディズニーリゾート（オリエンタルランド提供）
  - 提供クレジット：東京ディズニーリゾート30th ザ・ハピネスイヤーのロゴマーク。
  - 提供読み：「30周年の東京ディズニーリゾートがお送りします（しました）。」
- 2016年4月17日 - 2017年3月5日
  - 東京ディズニーシー（オリエンタルランド提供）
  - 提供クレジット：東京ディズニーシー15th ザ・イヤー・オブ・ウィッシュのロゴマーク。
  - 提供読み：「きらめく海へ 15周年の東京ディズニーシーがお送りします（しました）。
- 2018年4月1日 - 2019年3月24日
  - 東京ディズニーリゾート（オリエンタルランド提供）
  - 提供クレジット：東京ディズニーリゾート35th ハピエスト・セレブレーションのロゴマーク。
  - 提供読み：「35周年の東京ディズニーリゾートがお送りします（しました）。」
- 2021年9月5日 - 9月26日
  - 東京ディズニーシー（オリエンタルランド提供）
  - 提供クレジット：東京ディズニーシー20th タイム・トゥ・シャイン!のロゴマーク。
  - 提供読み：「20周年の東京ディズニーシーがお送りします（しました）。」

## ネット局・各地の放送時間
- 2006年4月2日 - 2008年3月30日

| 放送対象地域 | 放送局・製作局          | 系列           | 放送曜日・放送時間                   |
| ------------ | ----------------------- | -------------- | ------------------------------------ |
| 関東広域圏   | 日本テレビ放送網（NTV） | 日本テレビ系列 | 日曜 23:26 - 23:30（変更の場合あり） |

- 2008年4月6日 - 放送終了まで

| 放送対象地域 | 放送局・製作局          | 系列           | 放送曜日・放送時間                   |
| ------------ | ----------------------- | -------------- | ------------------------------------ |
| 関東広域圏   | 日本テレビ放送網（NTV） | 日本テレビ系列 | 日曜 21:54 - 22:00（変更の場合あり） |

- 過去のネット局

| 放送対象地域 | 放送局・製作局    | 系列           | 放送曜日・放送時間           | 放送期間                     | 備考         |
| ------------ | ----------------- | -------------- | ---------------------------- | ---------------------------- | ------------ |
| 静岡県       | 静岡第一テレビ    | 日本テレビ系列 | 日曜 21:54 - 22:00           | 不明                         | 途中打ち切り |
| 日本全域     | BS日テレ          | BSデジタル放送 | 金曜 20:54 - 21:00 (5日遅れ) | 2014年5月2日 - 2018年3月30日 | 途中打ち切り |
| 中京広域圏   | 中京テレビ（CTV） | 日本テレビ系列 | 日曜 21:54 - 22:00           | 2018年4月1日 - 2021年3月28日 | 途中打ち切り |

## 製作
- 制作協力：AX-ON
- 製作著作：日テレ